# Xuất tinh tập thể

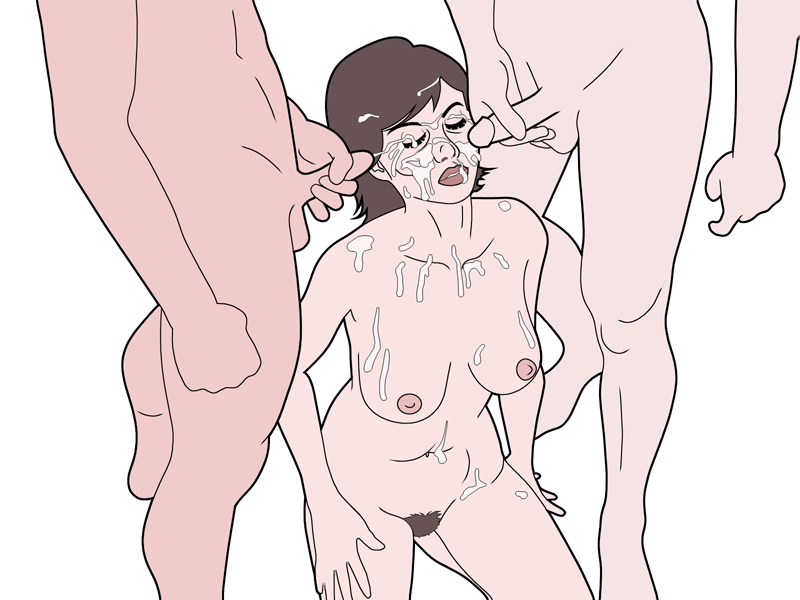
Minh họa cảnh bukkake - xuất tinh tập thể

Xuất tinh tập thể (tiếng Nhật: ぶっかけ, bukkake) là hành động thường thấy trong phim khiêu dâm, chỉ việc nhiều người đàn ông xuất tinh lên một người khác (phụ nữ hoặc đàn ông). Văn hóa phẩm khiêu dâm có các cảnh bukkake như vậy bắt nguồn từ Nhật Bản vào những năm 1980, sau đó lan sang Bắc Mỹ, châu Âu cũng như ra toàn thế giới.